# Takydromus albomaculosus
Takydromus albomaculosus (довгохвостка білоплямиста) — вид ящірок родини ящіркових (Lacertidae). Ендемік Китаю. Описаний у 2017 році.

## Поширення і екологія
Білоплямисті довгохвостки відомі з типової місцевості, розташованої на південних схилах гори Нанлінь в повіті Жуюань в провінції Гуандун. Вони живуть в субтропічних лісах, поблизу рисових полів.